# B. Platt Carpenter

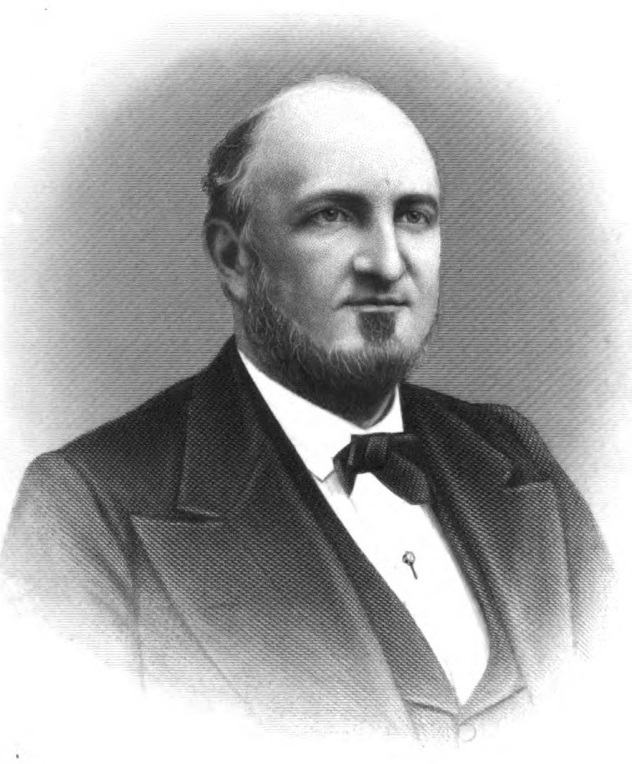
B. Platt Carpenter

Benjamin Platt Carpenter (* 14. Mai 1837 in Stanford, Dutchess County, New York; † 24. Dezember 1921 in Chula Vista, Kalifornien) war ein US-amerikanischer Jurist und Politiker. Er war von 1884 bis 1885 der neunte Gouverneur des Montana-Territoriums.

## Frühe Jahre in New York
Carpenter besuchte bis 1857 das Union College in Schenectady. Nach einem Jurastudium wurde er 1858 als Rechtsanwalt zugelassen. In den folgenden Jahren bekleidete er im Staat New York mehrere Ämter. Er war Bezirksstaatsanwalt im Dutchess County, Bezirksrichter, Mitglied des Senats von New York und Delegierter auf einem Verfassungskonvent dieses Staates. Als Mitglied der Republikanischen Partei nahm Carpenter an den Republican National Conventions der Jahre 1868 und 1872 teil, auf denen Ulysses S. Grant jeweils als Präsidentschaftskandidat nominiert wurde. Im Jahr 1881 war er Vorsitzender seiner Partei in Montana.

## Karriere in Montana
Im Dezember 1884 wurde Carpenter von Präsident Chester A. Arthur zum neuen Gouverneur des Montana-Territoriums ernannt. Im Januar 1885 kam er in der Hauptstadt Helena an, wo er sich dauerhaft niederließ. Zwischen dem 16. Dezember 1884 und dem 13. Juli 1885 übte er das Amt des Gouverneurs aus. Er blieb auch nach seiner Amtszeit in Montana. Im Jahr 1889 war er Mitglied der verfassungsgebenden Versammlung dieses Staates. Carpenter war auch an der Entwicklung der Gesetzgebung des neuen Staates beteiligt. Danach war er in Helena als Anwalt tätig. Er war seit 1860 mit Esther Thorn verheiratet, mit der er drei Kinder hatte.